# Венгжиновський Аркадій Миколайович
Венгжиновський (Венгржиновський) Аркадій Миколайович  (нар. 1818 року – пом. після 1880, Проскурів, Проскурівський повіт, Подільська губернія, Російська імперія) — чиновник, колезький асесор (1857). Родич Зигмунта Сєраковського.

## Біографія
Народився у місті Проскурів (нині місто Хмельницький).
1832 року закінчив Подільську гімназію (м. Вінниця).
У 1833–1836 роках був у штаті проскурівської поліції, у 1836–1840 роках працював у проскурівському земському суді.
З 1840 по 1841 роки служив у подільській палаті державних маєтностей, 1841–1842 роках — у Вінницькому окружному управлінні.
У 1842 році за власним бажанням був переведений до Тобольського губернського правління, протягом 1843–1845 років — наглядач закладів Тобольського приказу громадської опіки, після чого слідом за своїм тодішнім начальником, генералом Михайлом Ладиженським, був переведений до Оренбурзької прикордонної комісії.
Надавав підтримку політичним засланцям, у тому числі Тарасу Шевченку, який подарував йому свій автопортрет. Підпав під суворий таємний нагляд жандармів.
1850 року звільнений у чині губернського секретаря, повернувся до Україну, у 1851 році прийнятий на службу до канцелярії одеського градоначальництва. Допоміг Шевченкові поновити листування з княжною Варварою Рєпніною.
У 1860 році став доглядачем Одеської міської лікарні, у 1861 році — секретарем магістрату. Запідозрений владою у симпатіях до польського повстання 1863–1864 років, через що був вимушений піти у відставку.
У 1879 році намагався переїхати до Київської чи Подільської губернії, проте не одержав на це згоди властей.